# James Cavendish (député)
James Cavendish (avant 1707 - 14 décembre 1751) est un homme politique britannique whig qui siège à la Chambre des communes anglaise entre 1701 et 1707 et à la Chambre des communes britannique entre 1707 et 1742. 

## Jeunesse
Il est le troisième fils de William Cavendish (1er duc de Devonshire) et de son épouse, Lady Mary Butler, fille de James Butler (1er duc d'Ormonde). Il voyage à l'étranger en France et en Italie de 1696 à 1698 et fréquente l'Université de Padoue en 1697. 

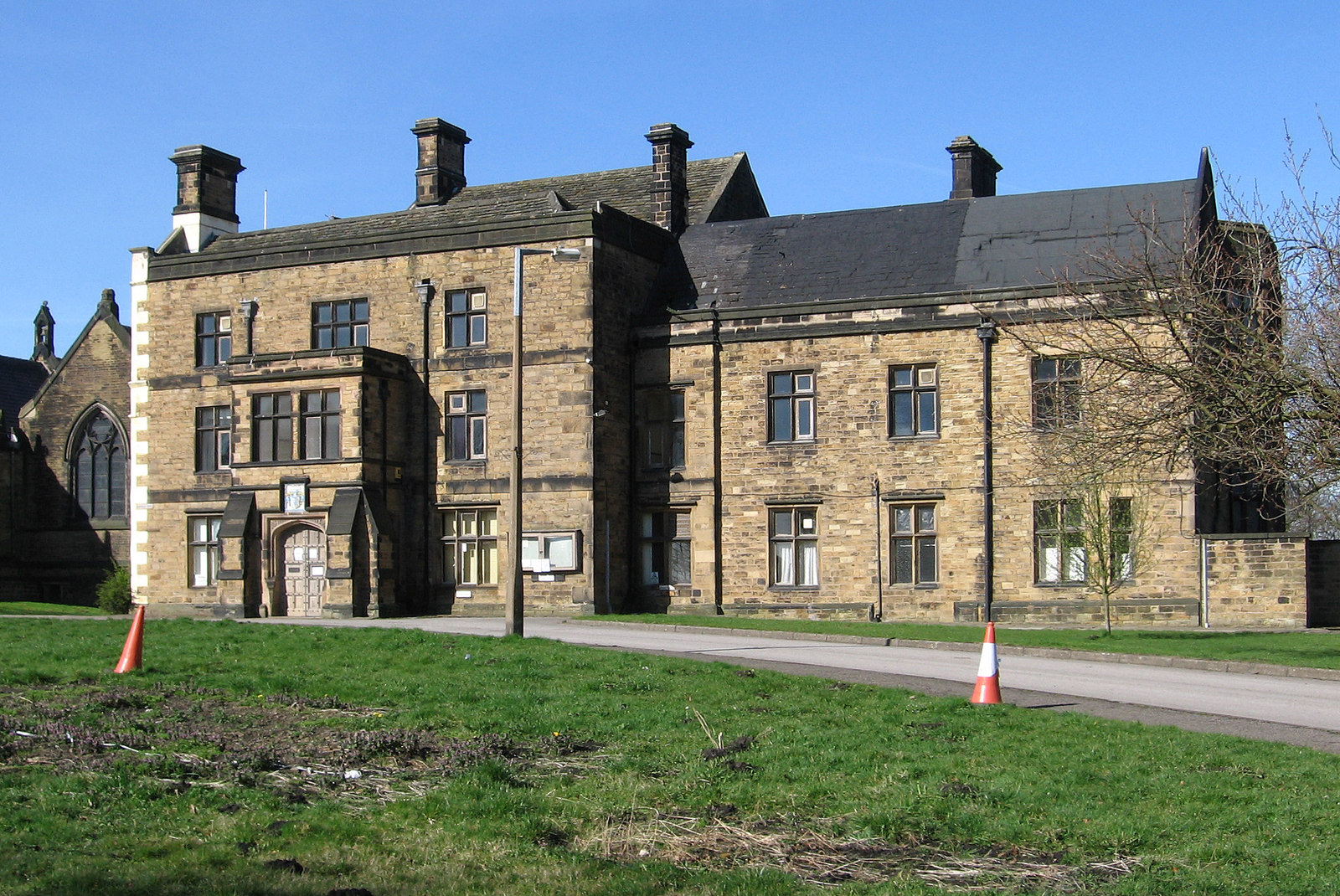
Staveley Hall, Derbyshire

## Carrière
Il est élu député de Derby aux élections générales de 1701. Il ne s'est pas présenté en 1702 mais est élu en 1705. Il est réélu sans opposition aux élections générales de 1708, mais est battu à Derby en 1710 . Il est réélu député de Derby aux élections générales de 1715 et vote pour le projet de loi septenniale en 1716 et l'abrogation des lois occasionnelles de conformité et de schisme en 1719. Il est réélu sans opposition aux élections générales de 1722 et 1727. Dans ce dernier parlement, il prend une ligne indépendante et vote contre le gouvernement sur les Hessians en 1730, l'armée en 1732 et l'abrogation de l'Acte de Septennial en 1734, mais avec eux sur la liste civile en 1729 et le projet de loi sur l'accise en 1733. Il est élu à Derby en 1734 et vote pour le projet de loi de 1740. Il est réélu sans opposition aux élections générales de 1741, mais le 8 mars 1742, il quitte son siège pour occuper le poste de vérificateur des comptes ou impôt étrangers en Irlande. Il ne s'est pas représenté pour Derby lors de l'élection partielle qui suit . 

## Famille
Il épouse Anne Yale (décédée en 1734), fille d'Elihu Yale le 6 juillet 1708. Ils ont deux enfants: 
- William Cavendish (décédé en juillet 1751) qui épouse Barbara Chandler. Ils n’ont pas d’enfants et sa veuve se remarie avec John Fitzwilliam
- Elizabeth Cavendish, mariée à Richard Chandler en février 1722

Son fils unique étant décédé quelques mois avant lui, son héritier est son gendre Richard Chandler, qui par la suite prend le nom de Cavendish . 